# Марк Муньєса
Марк Муньєса (ісп. Marc Muniesa, нар. 27 березня 1992, Льорет-де-Мар, Іспанія) — іспанський футболіст, захисник катарського клубу «Аль-Арабі».
Чемпіон Іспанії. Володар Кубка Іспанії з футболу. Переможець Ліги чемпіонів УЄФА. Володар Суперкубка УЄФА.

## Клубна кар'єра

### «Барселона»
Вихованець академії «Барселони».
У дорослому футболі дебютував 2009 року виступами за другу команду клубу, в якій провів три сезони, взявши участь у 70 матчах чемпіонату.
У тому ж році уперше потрапив до заявки головної команди «Барселони». Проте протягом наступних чотирьох років відіграв за основну команду каталонського клубу лише у двох матчах першості. Згодом керівництво «Барселони» вирішило не подовжувати контракт зі своїм вихованцем, і влітку 2013 року він отримав статус вільного агента.

### «Сток Сіті»
До складу англійського «Сток Сіті» приєднався 2013 року, уклавши чотирирічну угоду. Відтоді встиг відіграти за команду зі Сток-он-Трент 37 матчів в національному чемпіонаті.

## Виступи за збірні
2008 року дебютував у складі юнацької збірної Іспанії, взяв участь у 21 іграх на юнацькому рівні.
Протягом 2011—2014 років залучався до складу молодіжної збірної Іспанії. На молодіжному рівні зіграв у 9 офіційних матчах. Був учасником виграного іспанцями молодіжного Євро-2013.
2011 року провів одну гру в складі національної збірної Каталонії.

## Досягнення
- Чемпіон Іспанії:

«Барселона»: 2008–09
- Володар Кубка Іспанії з футболу:

«Барселона»: 2008–09
- Володар Суперкубка Іспанії:

«Барселона»: 2009, 2010
- Переможець Ліги чемпіонів УЄФА:

«Барселона»: 2008–09
- Володар Суперкубка УЄФА:

«Барселона»: 2009
- Володар Кубка Еміра Катару (1):

«Аль-Арабі»: 2023
Збірні
- Чемпіон Європи (U-21):

Іспанія (U-21): 2013